# École Frédéric de Gumbinnen
L'école Frédéric de Gumbinnen est un ancien lycée et école secondaire à Gumbinnen, en Prusse-Orientale. C'est l'école secondaire la plus orientale de Prusse.

## Histoire
L'école Frédéric est issue de la première école de Gumbinnen, construite entre 1570 et 1580 avec l'église luthérienne de la vieille ville. Le nouveau bâtiment datant de 1729 est agrandi au bout de deux ans seulement. En tant qu'école primaire, elle ne propose que des cours de latin au primaire. Le chantre et le recteur, qui sont également des responsables de l'église, vivent dans la maison. La fonction de recteur est exercée par le prédicateur de l'église de Salzbourg (de) de 1740 à 1769.
Johann Friedrich von Domhardt (de) prend en main le système scolaire de la ville en 1760 et y apporte des améliorations significatives. Sa lettre au gouverneur russe Nikolaus Friedrich von Korff (de) est considérée comme l'acte fondateur de l'école Frédéric. Elle est transformée en école latine en 1763 et reçoit un nouveau bâtiment scolaire, qui est remis au corps enseignant le 24 mai 1764. Il porte le nom du roi Frédéric II et l'inscription FR (pour Fridericus Rex) sur le frontispice. La construction et les installations de l'école sont considérées comme exemplaires. Les quatre classes Quarta, Tertia, Sekunda et Prima durent chacune deux années, la Prima trois, de sorte que l'institution est achevée en neuf ans. La Prima est la classe du recteur, la Sekunda celle du vice-recteur, la Tertia a un sous-recteur, la Quarta un chantre. En 1809, l'école latine est transformée en école royale provinciale et le 3 août 1813 en lycée. Devenus bientôt trop petits, l'ancien lycée et la propriété attenante sont vendus et remplacés par un nouveau bâtiment, inauguré le 3 juillet 1903. En 1909, l'établissement atteint son plus haut niveau avec 594 étudiants. De nombreux diplômés du secondaire deviennent membres du Corps Littuania et Masovia de Königsberg
L'auditorium reçoit une décoration célèbre en 1912/13 avec la fresque de 15 × 8 m d'Otto Heichert, qui représente les relations de Frédéric-Guillaume Ier avec les exilés de Salzbourg. En 1938/39, l'école Frédéric est agrandie avec une extension. En 1958, le lycée de la ville de Bielefeld (de) parraine l'école.

### Lycée
L'école secondaire municipale de 1865 est une école secondaire pleinement autorisée depuis 1883. La transformation de six ans en école secondaire sans latin commence le 1er avril 1893. Le nombre d'élèves passe de 190 en 1865 à environ 300 en 1904, lorsqu'ils emménagent dans le nouveau bâtiment du lycée le 1er avril. La moitié des étudiants, dont la moitié sont étrangers, viennent non seulement de Gumbinnen et des arrondissements voisins, mais aussi du tsarisme voisin de Russie, de Saint-Pétersbourg et de Bialystok. Les efforts de russification dans les gouvernements de la mer Baltique (de) conduisent de nombreux parents à envoyer leurs enfants dans des écoles de Prusse-Orientale. Entre 1924 et 1927, l'école secondaire est agrandie pour devenir une école secondaire supérieure, que les filles étudient également jusqu'en 1932.

### Professeurs
- Reinhold Clemens (mort le 9 juillet 1821), auparavant enseignant à l'école provinciale de Tilsit[7],[8]
- Julius Arnoldt, directeur
- Otto Barkowski (de)
- Julius Bergenroth (de)
- Arthur Czwalina (de), historien des mathématiques
- Fink
- Hans Koch (de), philologue classique
- Otto Maaß (de)
- Bernhard Thiersch (de), Ich bin ein Preuße
- Emil Zimmermann (de), professeur de latin

### Élèves
- Emil Arnoldt (de), Kantien
- Julius Arnoldt, philologue
- Fritz Gustav von Bramann (de), chirurgien
- Wernher von Braun, concepteur de fusées
- Gustav Dodillet, député du Reichstag
- Gerhard Friedrich (de), théologien
- Ferdinand Gregorovius, citoyen d'honneur de Rome
- Wilhelm Habrucker (de), curé à Memel
- Georg Heinrici (de), théologien
- Wilhelm Jordan, écrivain
- Adolph Friedrich Kleinert (de), théologien protestant et professeur d'université
- Herbert Neumann (de), administrateur de l'arrondissement de Preußisch Eylau (de)
- Hans Pfundtner (de), secrétaire d'État au ministère de l'Intérieur du Reich
- Eugen Radtke, officier prussien[9]
- Fritz Schaudinn, découvreur de l'agent pathogène de la syphilis
- Heinrich von Schirmeister, député du Reichstag

## Développement ultérieur
Après la Seconde Guerre mondiale, l'Académie agricole de Gussew a son siège dans le bâtiment de l'école. Les étudiants en architecture de l'Université des Sciences Appliquées de Buxtehude ont rénové cet important bâtiment. La fresque peinte d'Heichert est restaurée et présentée au public le 30 mai 2008.